# Marco Mengon
Marco Mengon (Trento, 3 gennaio 2000) è un pallamanista italiano, terzino sinistro del Potsdam e della nazionale italiana.

## Carriera

### Club

#### Inizi e Montpellier
Cresce assieme al gemello Simone nella Pallamano Pressano, conquistando tra il 2014 e il 2017 sei titoli italiani giovanili tra Under-16 e Under-20 e venendo costantemente premiato come miglior giocatore delle manifestazioni. Considerato assieme al fratello come uno dei maggiori talenti della pallamano italiana, nell'estate del 2017 si unisce alle giovanili del Montpellier, una delle academy più importanti d'Europa. Nella stagione 2019-2020 entra a far parte della prima squadra, collezionando 5 presenze in Division 1 senza tuttavia andare a segno; partecipa inoltre a diverse partite dei gironi eliminatori di Champions League, con il Montpellier che alla fine della competizione vincerà il suo primo trofeo.

#### Cesson-Rennes, Sarrebourg e Sélestat
Dopo tre anni di Montpellier, nell'estate 2020 Marco firma il suo primo contratto da professionista con il Cesson-Rennes Métropole HB, squadra militante in Division 1. Dopo due anni chiude la sua esperienza cessonais con 65 reti in 55 presenze in campionato. 
Per la stagione 2022-2023 viene ingaggiato dal Sarrebourg Moselle Sud Handball in Division 2. Al termine del campionato è capocannoniere della sua squadra con 142 reti in 29 presenze; ciò gli vale la nomination come giocatore rivelazione e MVP del campionato di ProLigue.
Il 20 gennaio 2023 è ufficiale la sua firma per il Sélestat, squadra di Division 1, che però al termine della stagione viene retrocessa in D2. Al termine della stagione 2024-25, vince i playoff promozione e riporta il Sélestat in Starligue.

#### Potsdam
Il 14 aprile 2025 viene ufficializzato il suo passaggio al Potsdam, club tedesco, fino al 2027.

### Nazionale
Il 4 dicembre 2024 viene inserito nella long list dei convocati per il ritiro pre Mondiale 2025.

## Palmares

### Competizioni giovanili
- Campionato italiano di pallamano maschile U14: 1

Pressano: 2013-14
- Campionato italiano di pallamano maschile U16: 2

Pressano: 2014-15, 2015-16
- Campionato italiano di pallamano maschile U18: 2

Pressano: 2014-15, 2016-17
- Campionato italiano di pallamano maschile U21: 1

Pressano: 2015-16

### Competizioni nazionali
- Trophée des champions di pallamano maschile: 1

Montpellier: 2018

### Competizioni internazionali
- EHF Champions League: 1

Montpellier: 2017-18

### Individuale
- FIGH Awards:

Miglior giovane 2019

## Statistiche

### Presenze e reti nei club
Statistiche aggiornate al 8 giugno 2025.
| Stagione              | Squadra               | Campionato            | Campionato | Campionato | Coppe nazionali | Coppe nazionali | Coppe nazionali | Coppe continentali | Coppe continentali | Coppe continentali | Altre coppe | Altre coppe | Altre coppe | Totale | Totale |
| Stagione              | Squadra               | Comp                  | Pres       | Reti       | Comp            | Pres            | Reti            | Comp               | Pres               | Reti               | Comp        | Pres        | Reti        | Pres   | Reti   |
| --------------------- | --------------------- | --------------------- | ---------- | ---------- | --------------- | --------------- | --------------- | ------------------ | ------------------ | ------------------ | ----------- | ----------- | ----------- | ------ | ------ |
| 2015-2016             | Pressano              | A                     | 4          | 0          | CI              | 0               | 0               | ChC                | 1                  | 0                  | -           | -           | -           | 5      | 0      |
| 2016-2017             | Pressano              | A                     | 27         | 18         | CI              | 3               | 4               | -                  | -                  | -                  | -           | -           | -           | 30     | 22     |
| Totale Pressano       | Totale Pressano       | Totale Pressano       | 31         | 18         |                 | 3               | 4               |                    | 1                  | 0                  |             | -           | -           | 35     | 22     |
| 2017-2018             | Montpellier II        | N1                    | 26         | 28         | -               | -               | -               | -                  | -                  | -                  | -           | -           | -           | 26     | 28     |
| 2018-2019             | Montpellier II        | N1                    | 21         | 95         | -               | -               | -               | -                  | -                  | -                  | -           | -           | -           | 21     | 95     |
| 2019-2020             | Montpellier II        | N1                    | 12         | 64         | -               | -               | -               | -                  | -                  | -                  | -           | -           | -           | 12     | 64     |
| Totale Montpellier II | Totale Montpellier II | Totale Montpellier II | 59         | 187        |                 | -               | -               |                    | -                  | -                  |             | -           | -           | 59     | 187    |
| 2019-2020             | Montpellier           | D1                    | 5          | 0          | -               | -               | -               | CL                 | 4                  | 0                  | -           | -           | -           | 9      | 0      |
| 2020-2021             | Cesson-Rennes         | D1                    | 30         | 33         | -               | -               | -               | -                  | -                  | -                  | -           | -           | -           | 30     | 33     |
| 2021-2022             | Cesson-Rennes         | D1                    | 25         | 32         | CdL+CdL         | 2+1             | 2+2             | -                  | -                  | -                  | -           | -           | -           | 28     | 36     |
| Totale Cesson-Rennes  | Totale Cesson-Rennes  | Totale Cesson-Rennes  | 55         | 65         |                 | 3               | 4               |                    | -                  | -                  |             | -           | -           | 58     | 69     |
| 2022-2023             | Sarrebourg            | D2                    | 29         | 142        | CdF             | 1               | 4               | -                  | -                  | -                  | -           | -           | -           | 30     | 146    |
| 2023-2024             | Sélestat              | D2                    | 30         | 77         | CdF             | 2               | 5               | -                  | -                  | -                  | -           | -           | -           | 32     | 82     |
| 2024-2025             | Sélestat              | D2                    | 23         | 58         | CdF             | 1               | 4               | -                  | -                  | -                  | -           | -           | -           | 21     | 56     |
| Totale Sélestat       | Totale Sélestat       | Totale Sélestat       | 53         | 135        |                 | 3               | 9               |                    | -                  | -                  |             | -           | -           | 56     | 189    |
| 2025-2026             | Potsdam               | 2.BL                  | 0          | 0          | CG              | -               | -               | -                  | -                  | -                  | -           | -           | -           | 0      | 0      |
| Totale carriera       | Totale carriera       | Totale carriera       | 232        | 549        |                 | 10              | 21              |                    | 5                  | 0                  |             | 0           | 0           | 247    | 573    |

### Cronologia, presenze e reti in nazionale
Aggiornato al 11 maggio 2025
| Data       | Città      | In casa    | Risultato | Ospiti      | Competizione                 | Reti |
| ---------- | ---------- | ---------- | --------- | ----------- | ---------------------------- | ---- |
| 10-01-2020 | Benevento  | Italia     | 26-26     | Kosovo      | Qual. Mondiali 2021          |      |
| 11-01-2020 | Benevento  | Georgia    | 28-25     | Italia      | Qual. Mondiali 2021          |      |
| 12-01-2020 | Benevento  | Italia     | 24-29     | Romania     | Qual. Mondiali 2021          | 2    |
| 08-11-2020 | Pescara    | Italia     | 24-39     | Norvegia    | Qual. Euro22                 |      |
| 07-01-2021 | Chieti     | Italia     | 28-17     | Lettonia    | Qual. Euro22                 | 1    |
| 10-01-2021 | Valmiera   | Lettonia   | 31-29     | Italia      | Qual. Euro22                 | 2    |
| 29-04-2021 | Chieti     | Italia     | 31-32     | Bielorussia | Qual. Euro22                 | 6    |
| 02-05-2021 | Valmiera   | Norvegia   | 37-16     | Italia      | Qual. Euro22                 | 2    |
| 14-01-2022 | Tórshavn   | Lettonia   | 23-36     | Italia      | Qual. Mondiali 2023          | 3    |
| 15-01-2022 | Tórshavn   | Italia     | 26-27     | Fær Øer     | Qual. Mondiali 2023          | 4    |
| 16-01-2022 | Tórshavn   | Italia     | 29-28     | Lussemburgo | Qual. Mondiali 2023          | 2    |
| 16-03-2022 | Padova     | Italia     | 28-29     | Slovenia    | Qual. Mondiali 2023          | 1    |
| 20-03-2022 | Celje      | Slovenia   | 28-21     | Italia      | Qual. Mondiali 2023          | 2    |
| 27-06-2022 | Arzew      | Egitto     | 38-35     | Italia      | Giochi del Mediterraneo 2022 | 2    |
| 30-06-2022 | Arzew      | Italia     | 33-34     | Serbia      | Giochi del Mediterraneo 2022 | 5    |
| 01-07-2022 | Arzew      | Tunisia    | 34-29     | Italia      | Giochi del Mediterraneo 2022 | 3    |
| 04-07-2022 | Arzew      | Italia     | 34-25     | Turchia     | Giochi del Mediterraneo 2022 | 6    |
| 13-10-2022 | Katowice   | Polonia    | 30-23     | Italia      | Qual. Euro24                 | 3    |
| 16-10-2022 | Pescara    | Italia     | 29-40     | Francia     | Qual. Euro24                 | 4    |
| 09-03-2023 | Pescara    | Italia     | 36-23     | Lettonia    | Qual. Euro24                 | 2    |
| 12-03-2023 | Valmiera   | Lettonia   | 23-29     | Italia      | Qual. Euro24                 |      |
| 27-04-2023 | Vigevano   | Italia     | 29-31     | Polonia     | Qual. Euro24                 | 2    |
| 30-04-2023 | Rouen      | Francia    | 41-27     | Italia      | Qual. Euro24                 | 5    |
| 01-11-2023 | Sakarya    | Turchia    | 37-28     | Italia      | Qual. Mondiali 2025          | 1    |
| 05-11-2023 | Chieti     | Italia     | 37-27     | Turchia     | Qual. Mondiali 2025          | 7    |
| 13-03-2024 | Hasselt    | Belgio     | 25-29     | Italia      | Qual. Mondiali 2025          | 2    |
| 18-03-2024 | Pescara    | Italia     | 33-31     | Belgio      | Qual. Mondiali 2025          | 4    |
| 09-05-2024 | Conversano | Italia     | 32-26     | Montenegro  | Qual. Mondiali 2025          | 4    |
| 12-05-2024 | Podgorica  | Montenegro | 32-34     | Italia      | Qual. Mondiali 2025          | 1    |
| 06-11-2024 | Sagunto    | Spagna     | 31-30     | Italia      | Qual. Euro26                 | 4    |
| 10-11-2024 | Fasano     | Italia     | 31-30     | Serbia      | Qual. Euro26                 | 1    |
| 21-01-2025 | Herning    | Rep. Ceca  | 18-25     | Italia      | Mondiali 2025 - Main Round   |      |
| 23-01-2025 | Herning    | Italia     | 27-34     | Germania    | Mondiali 2025 - Main Round   | 3    |
| 25-01-2025 | Herning    | Italia     | 25-33     | Svizzera    | Mondiali 2025 - Main Round   | 4    |
| 13-03-2025 | Jelgava    | Lettonia   | 30-35     | Italia      | Qual. Euro26                 | 2    |
| 16-03-2025 | Oristano   | Italia     | 41-30     | Lettonia    | Qual. Euro26                 | 7    |
| 08-05-2025 | Fasano     | Italia     | 29-33     | Spagna      | Qual. Euro26                 | 1    |
| Totale     |            | Presenze   | 37        |             | Reti                         | 98   |